# Christian Hauck
Christian Hauck (* 25. Oktober 1938 in Mülsen St. Jacob; † 29. März 2020) war ein deutscher Politiker (DDR-CDU, ab 1990 CDU). Von 1990 bis 1999 war er Mitglied des Sächsischen Landtages.

## Leben
Christian Hauck machte von 1953 bis 1956 eine Kfz-Lehre bei Audi in Zwickau. Zwischen 1956 und 1958 war er als Schlosser im Automobilwerk Zwickau tätig und von 1959 bis 1977 als Dreher.
Er besuchte die Fachschulen für Maschinenbau in Breitenbrunn und Roßwein mit dem Abschluss als Maschinenbau- und Schweiß-Ingenieur. Danach besuchte er die Hochschule Zwickau und machte einen Abschluss als Diplom-Ingenieur-Ökonom.
Ab 1970 war er Gemeindevertreter von Mülsen St. Micheln und ab 1994 ehrenamtlicher Bürgermeister. Von 1977 bis 1990 war Christian Hauck Abteilungsleiter im Kraftverkehr Zwickau. Er hatte ein ruhendes freiberufliches Arbeitsverhältnis als beratender Ingenieur.
Hauck war evangelisch, verheiratet und hatte einen Sohn.

## Politik
Christian Hauck war seit 1967 Mitglied der DDR-CDU. Ab 1976 war Hauck Ortsgruppenvorsitzender der CDU. Bis 1990 war er Mitglied im Kreisvorstand Werdau und von 1990 bis 1991 Kreisvorsitzender der CDU in Zwickau-Land. Von März bis Oktober 1990 war Hauck Mitglied der Volkskammer. Seit Oktober 1990 war er für zwei Wahlperioden (WP) Mitglied des Sächsischen Landtages. In der ersten Wahlperiode wurde er über den Wahlkreis 69 (Zwickau, Land I) mit einer Mehrheit von 56,6 Prozent gewählt; in der zweiten Wahlperiode konnte er sich im Wahlkreis 7 (Zwickauer Land 1) mit 56,5 Prozent durchsetzen. Im Landtag war er Mitglied und stellvertretender Vorsitzender im Sonderausschuss zur Untersuchung von Amts- und Machtmissbrauch infolge der SED-Herrschaft (1. WP) sowie Mitglied im Ausschuss für Bau und Verkehr (1. WP) und im Ausschuss für Wohnen, Bauen und Verkehr (2. WP).